# Intouch plc
Intouch plc (Eigenschreibweise INTOUCH), bis 2011 Shin Corporation (Thai: ชิน คอร์ปอเรชั่น) ist eines der größten Unternehmen in Thailand.
Das Unternehmen wurde 1983 als Shinawatra Computer von Thaksin Shinawatra, dem späteren Premierminister von Thailand, gegründet. Die Firma trug seinen Namen bis 1999. Am 23. Januar 2006 verkaufte die Familie Shinawatra ihren Anteil von 49,6 % an die Temasek Holdings in Singapur für 1,88 Milliarden US-Dollar. Im Jahr 2011 wurde aus Marketinggründen Shin in INTOUCH umbenannt.
Die Gesellschaft ist einschließlich der Tochtergesellschaften Shin Satellite (heute Thaicom) und Advanced Info Service (AIS), des größten Mobiltelefonnetzwerks im Land, im SET Index an der Stock Exchange of Thailand notiert. Außerdem hält oder hielt sie Anteile an der Billigfluggesellschaft Thai AirAsia, einer Kundenkreditgesellschaft und früher auch dem Fernsehsender iTV.
Die Gesellschaft arbeitet in mehreren Bereichen: mobile Telekommunikation, Satelliten Thaicom, internationale Geschäfte, Medien, E-Business und anderen.